# Viatcheslav Kouznetsov (homme politique)
Pour les articles homonymes, voir Viatcheslav Kouznetsov.
Viatcheslav Nikolaïevich Kouznetsov (biélorusse : Вячаслаў Мікалаевіч Кузьняцоў; Viatchaslaw Mikalaïevitch Kouzniatsow; né le 21 février 1947) est un homme politique et diplomate biélorusse.

## Biographie
De 1992 à 1995, il a été premier vice-président du Soviet suprême de Biélorussie.
Plus particulièrement, il a assuré l'intérim de la présidence du Soviet suprême de la République de Biélorussie (en), entre le 26 et le 28 janvier 1994, agissant entre les mandats de Stanislaw Chouchkievitch et de Metchislav Grib.